# Roerdalen
Roerdalen – gmina w Holandii, w prowincji Limburgia.

## Miejscowości
Etsberg, Herkenbosch, Lerop, Melick, Montfort, Paarlo, Posterholt, Reutje, Sint Odiliënberg, Vlodrop, Vlodrop-Station.